# آق‌قویونلو
آق‌قویونلو (به ترکی آذربایجانی: Ağqoyunlular) دودمانی ترکمان با فرهنگ ترکی-ایرانی بودند که از سال ۱۴۶۰ تا ۱۵۰۱ میلادی بر بخش‌هایی ایران، عراق، آناتولی و قفقاز فرمان راندند. بنیان‌گذار این دودمان قره عثمان بود که آق‌قویونلو‌ها را به یک قدرت محلی تبدیل کرد و اوزون حسن آن را به اوج خود رساند. این دودمان در سال ۱۵۱۴ میلادی و پس از مرگ سلطان مراد از میان رفت.

## نام و تبار
آق‌قویونلو تیره‌ای از ایل ترکمان بایندر بودند. بایندر در فهرست اصلی قبایل بیست و چهارگانهٔ ترکان اُغوز مندرج در جامع‌التواریخ آورده شده‌است. حال آنکه در کتاب دده قورقود بایندر نام یکی از حکام اغوز است. بیشترین گزارش و اطلاعات دربارهٔ خاستگاه آق‌قویونلوها را ابوبکر طهرانی، قاضی و منشی اوزون حسن در کتاب دیار بکریه ارائه داده است. او در این کتاب شجره‌نامهٔ طور‌علی بیک را با ۵۱ نسل به اُغوزخان شخصیت افسانه‌ای ایل اُغوز می‌رساند که البته چندان قابل اعتماد نیست. وی همچنین بیان می‌کند که آق‌قویونلوها قبیله‌‏ای از اوغوزهای ترکستان بوده‌اند که از آنجا به دشت قبچاق و سپس اران کوچ کرده و سرانجام در آن سرزمین ماندگار شده‌اند. به هر حال نام ایل بایندر در سدهٔ چهاردهم میلادی در آسیای صغیر بر سر زبان‌ها افتاده است. این فرضیه وجود دارد که بایندری‌ها در گشایش آسیای صغیر به دست سلجوقیان شرکت داشته‌اند. ایل بایندر پس از سرنگونی آق‌قویونلوها در طرابلس، حلب و نیز در جنوب سیواس اسکان گزیدند. لغت «آق‌قویونلو» به معنای «کسانی که گوسفند سفید دارند» می‌باشد.

## تاریخچه

### پیشینه
مردمان ترکمان از سدهٔ دهم میلادی، مهاجرت خود به ایران‌زمین را آغاز کردند و حتی توانستند دولت‌های نیرومندی چون امپراتوری سلجوقی را بنیان گذارند. یورش چنگیز خان و مغولان برای مدتی زیاده‌خواهی‌های ترکمانان را متوقف ساخت؛ ولی پس از ضعف ایلخانان مغول، مجدداً ترکمانان در نواحی غربی و شمال غربی ایران نیرو گرفتند. در اواخر دورهٔ ایلخانان در میانه‌های سده چهاردهم میلادی، ایلات آق‌قویونلو میان چراگاه‌های قشلاقی ارمنستان در شرق بایبورت و مراتع ییلاقی در اطراف دیاربکر، آمد و شد می‌کردند. دربارهٔ آغاز سیاسی آق‌قویونلوها اطلاعاتی در دست است. این امر بدون شک بر اثر تهاجمات مکرر آنان بر حاکمان امپراتوری ترابوزان پس از سال ۱۳۴۰ میلادی بوده است که تاریخ‌دانان بیزانسی را واداشت تا بیشتر دربارهٔ آنان بنویسند. در این منابع از طور‌علی بیک (پهلوان) حاکم ترکان آمِد صبحت شده که پیشتر در زمرهٔ امیران غازان خان بود. هنگامی که ترکان تحت فرماندهی وی در سال ۱۳۴۹ میلادی در مقابل شهر ترابوزان ظاهر شدند، نتوانستند شهر را متصرف شوند؛ اما هنگامی که ژان کامنوس جوان که هیچ نوع تجربهٔ نظامی نداشت با عنوان آلکسیوس سوم بر تخت امپراتوری تکیه زد، متوجه خطری که او را تهدید می‌کرد شد. لذا خواهر خود دسپینا خاتون را به عقد  فخرالدین قتلغ بیک فرزند طور‌علی بیک درآورد و خطر را از حکومت خود مرتفع ساخت. قره عثمان، بنیان‌گذار دودمان آق‌قویونلو که در سال ۱۳۸۹ به دنبال برادرش احمدبیک به سرکردگی آق‌قویونلوها رسید، فرزند همین قتلغ بیک بود. دودمان آق‌قویونلوها در دیاربکر با مرکزیت آمِد در سرزمین‌های میان دجله و فرات همراه با اورفا و ماردین در جنوب و بایبورت در شمال امتداد داشت. آق‌قویونلوها اغلب درگیر منازعات و کشمکش‌های خصومت‌آمیز با حاکمان همسایه و محلی بودند که هدف آن نیز توسعهٔ منطقه‌ای و قلمرو نفوذی ترکان بود. خطرناک‌ترین دشمن آق‌قویونلوها در این راه اتحادیهٔ ترکان قره‌قویونلو بود؛ بنابراین وقتی تیمور لنگ وارد صحنه شد و قره یوسف و دیگر رؤسای قره‌قویونلو با وی از در خصومت درآمدند، قره‌عثمان رهبر آق‌قویونلوها در سال ۱۳۹۹ میلادی به تیمور ملحق شد و به خدمت او درآمد. تیمور با شکست دادن سلطان بایزید یکم عثمانی که دشمن نیرومندی برای ترکمانان به شمار می‌‏رفت، به آنان فرصتی تازه بخشید تا به ایجاد مراکز قدرت در نواحی شمال غربی ایران بپردازند. به عبارتی، یورش تیمور لنگ به ایران این امکان را به بایندری‌ها داد تا آگاهانه در راه کسب قدرت گام بردارند.

### قره عثمان: بنیان‌گذاری

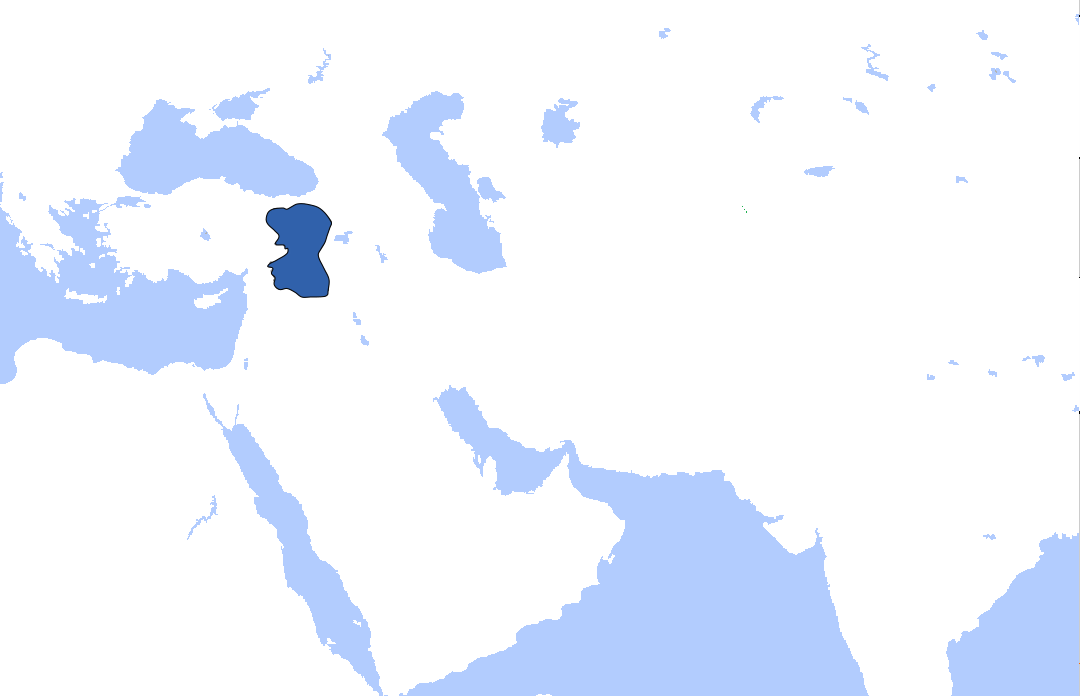
قلمرو آق‌قویونلوها در آغاز و زمان قره عثمان

بهاءالدین قره‌عثمان به عنوان بنیان‌گذار دولت آق‌قویونلو شناخته می‌شود. او زمانی در خدمت پادشاهان محلی ارزنجان و سیواس و حتی فرمانروایان مصر بود. قره‌عثمان در نخستین لشکرکشی تیمور به آناتولی طلایه‌دار سپاه تیمور بود و در لشکرکشی بعدی تیمور به سوریه و بعدها در نبرد آنکارا نیز شرکت کرد. تیمور به پاس خدمات رهبر آق‌قویونلوها لقب امیر به او بخشید و سرتاسر اراضی دیاربکر را تیول وی ساخت و به این ترتیب دیاربکر تا هفتاد سال پس از آن مرکز سیاسی آق‌قویونلوها بود. پس از مرگ تیمور منازعات در سرزمین‌های مصیبت زدهٔ خاور نزدیک ادامه یافت. قره‌عثمان به خاندان تیمور وفادار باقی‌ماند، گو اینکه حمایت شاهرخ سود چندانی برای او نداشت و تا حدودی موجبات فرارسیدن مرگ او را فراهم ساخت. قره‌عثمان در زمان لشکرکشی‌های سه‌گانهٔ شاهرخ به آذربایجان علیه قرایوسف قراقویونلو همیشه در کنار تیموریان جنگید. اگرچه قره‌یوسف در آغاز نخستین لشکرکشی مرد، اما اسکندربیک دومین فرزند و جانشین وی شد و سرانجام این قره‌عثمان بود که پس از سومین لشکرکشی شاهرخ در ارزروم به‌شدت زخمی شد و بر اثر آن در اوت ۱۴۳۵ و در سن ۸۰ سالگی درگذشت.

### پس از قره عثمان: هرج و مرج
پس از مرگ قره عثمان، خاندان حاکمهٔ آق‌قویونلوها به مدت یک دهه گرفتار آشفتگی و نابسامانی ناشی از منازعات و دسیسه‌های بی‌پایان شدند. در این مدت دو تن از فرزندان عثمان بیک، نخست علی‌بیک (مرگ: ۱۴۴۰) و سپس حمزه بیک (مرگ: ۱۴۴۴) تلاش کردند میراث پدرشان را حفظ و حراست کنند، لیکن در جلوگیری از تهاجمات جهانشاه قراقویونلو ناکام ماندند و سرانجام متصرفاتشان به ناحیهٔ میان دیاربکر و ارزنجان محدود شد. پس از آن بر سر جانشینی میان شیخ حسن، فرزند دیگر قره‌عثمان، و برادرزاده‌اش جهانگیر، پسر علی بیک، اختلاف افتاد. جهانگیر که شهر ماردین را به پایتختی خود برگزیده بود با عموی دیگرش قاسم بیگ نیز وارد جنگ شد. اوضاع پس از مرگ شاهرخ بدتر شد و جهانگیر در جنگ با جهانشاه قراقویونلو شکست خورد؛ اما اوزون حسن پسر کوچک‌تر علی بیک صلح‌نامه را نپذیرفت و جنگ با جهانشاه را ادامه داد.

### اوزون حسن: اوج قدرت
سرانجام این حسن بود که در تابستان ۱۴۵۳ آمد را متصرف شد و در رأس آق‌قویونلوها قرار گرفت. اوزون حسن توانست قدرت و اعتبار آق‌قویونلوها را بدیشان بازگرداند. وی موفق شد قلمرو حصن کیفا در ساحل دجله و قویونلو حصار در ساحل رود کلکیت را تسخیر کند. در نخستین لشکرکشی به گرجستان قلعۀ شابین قراحصار را تسخیر کرد و ذوالقدرها را از خالپوت اخراج کرد. اوزون حسن در نوامبر ۱۴۶۷ موفق شد در یک شبیخون، جهانشاه قراقویونلو را به همراه فرزندانش محمدی و ابویوسف غافلگیر کرده و اضمحلال امپراتوری آنان را موجب شود. پس از آن نوبت ابوسعید تیموری بود که به بهانهٔ نجات حسنعلی فرزند جهانشاه که در جنگ با آق‌قویونلوها از او کمک خواسته بود، لشکر خود را به سمت غرب حرکت داده بود. سپاه تیموری به رغم افزونی و توان آن در یک موقعیت بحرانی قرار گرفت. چون از یک سو سرمای سخت زمستان آذربایجان غیرقابل تحمل بود و از سوی دیگر اوزون حسن راه‌های تدارکاتی از خراسان را بسته بود. ابوسعید در دشت مغان محاصره شده و پس از تحمل صدمات سنگین و شدید به اسارت درآمد. پس از این پیروزی اوزون حسن پایتختش را از دیاربکر به تبریز منتقل کرد. این حرکت به یک مقطع نو و سرازیر شدن موج بزرگ دوم عناصر جمعیتی ترکان از آناتولی به کوهپایه‌های ایران انجامید که به مدت یک سده پس از آن، نقش قابل اعتنایی در تحول و توسعهٔ ایران ایفا کردند. مورخان، شخصیت دادگر و رعیت‌پرور اوزون حسن را ستوده‌‏اند.

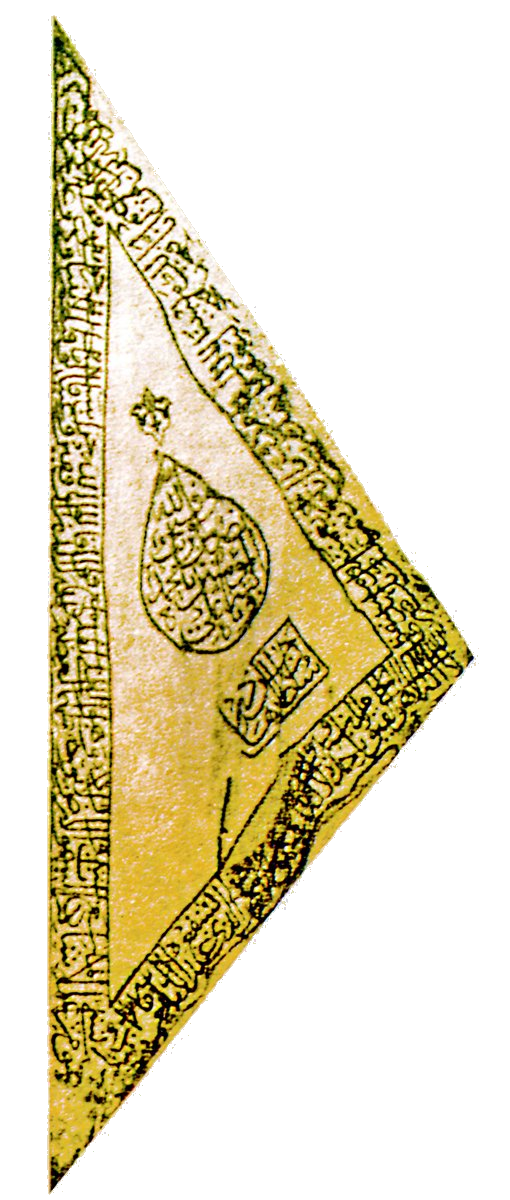
پرچم آق‌قویونلو‌ها در زمان اوزون حسن. امروزه در کاخ طوپقاپو.

از زمان فتح قسطنطنیه به دست سلطان محمد دوم، خطر فزایندهٔ توسعهٔ قدرت امپراتوری عثمانی برای غرب روشن شد. از آن سو، اوزون حسن بالاجبار در سال ۱۴۶۱م ناظر گشایش ترابوزان به دست عثمانیان بود. در این زمان کوریا، ونیز، ناپل و سایر قدرت‌های اروپایی، هم‌جهت با ترابوزان، گرجستان و سلاطین ترکان بودند. اما هنگامی که ونیز سخنگوی اصلی کشورهای غرب شد، اوزون حسن هم سرانجام موقعیت مشابهی در شرق به دست آورد. لاجرم وقتی اوزون حسن در سال ۱۴۷۱ میلادی به قرامان لشکر کشید، واضح بود که مسئله، مسئلهٔ برتری و سیادت در آناتولی است. لاجرم برخورد میان سپاهیان سلطان محمد دوم و اوزون حسن در ۱۴۷۳ میلادی در نزدیکی روستای باشکنت در اوتلوق‌بئلی رخ داد و عثمانیان پیروز شدند. گفتنی است که اوزون حسن پیش از آن از ونیزی‌ها خواسته بود که ارتش وی را با توپخانه و سلاح گرم تقویت کنند؛ اما این تسلیحات خیلی دیر به دستش رسید. به موجب پیمان صلحی که پس از آن منعقد شد، رود فرات مرز غربی امپراتوری ترکمانان شد.

### پس از اوزون حسن: تزلزل

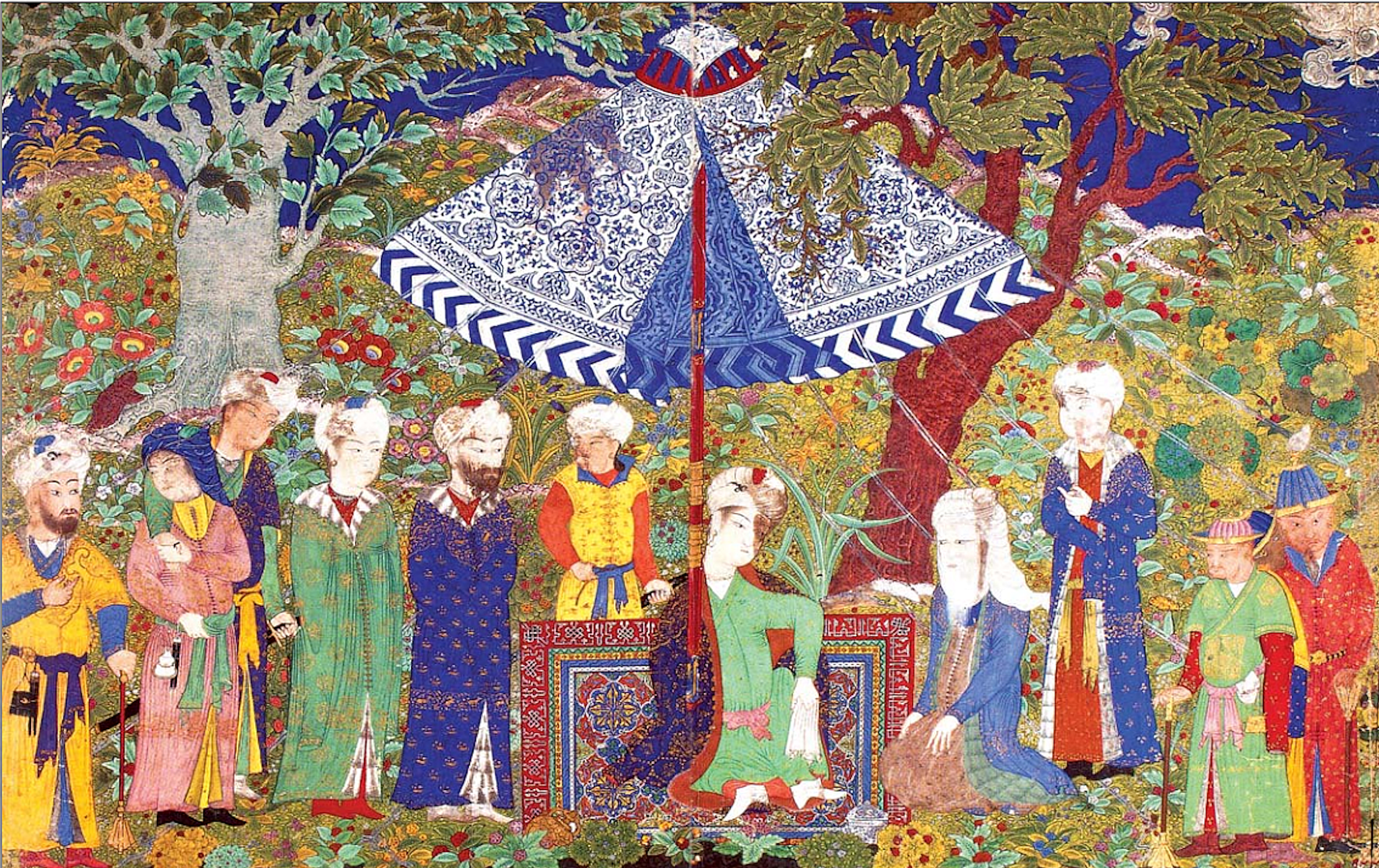
نگاره‌ای از سلطان یعقوب و درباریانش

هنگامی که اوزون حسن در اول شوال ۸۸۲ ق/۵ ژانویهٔ ۱۴۷۸م در سن ۵۳ سالگی درگذشت، امپراتوری آق‌قویونلو از شعب علیایی فرات تا کویر نمک بزرگ و از کرمان تا ماورای قفقاز و میان‌رودان و خلیج فارس کشیده شده بود. پسرش سلطان خلیل که در زمان اوزون حسن در شیراز حکومت داشت به جای پدرش بر تخت نشست. اما دوران حکومت او کوتاه بود و پس از ۵ ماه به دست پسران شیخ‌علی بیگ مهردار قطعه قطعه شد. برادر جوانش یعقوب توانست پس از براندازی وی، امپراتوری را به مدت دوازده سال در آرامش نسبی نگه دارد. مورخان یعقوب را جانشین شایستهٔ اوزون حسن می‏‌دانند. پس از مرگ سلطان یعقوب امپراتوری درگیر یک سلسله نزاع‌های بی‌وقفه قدرت شد. در ۸۹۶ ق/۱۴۹۱م بایسنقر، فرزند هشت سالهٔ یعقوب، تاج‌گذاری کرد و یک سال بعد رستم در ۸۹۷ ق/۱۴۹۲م او را خلع کرد. قبایل پرناک و قجر تحت رهبری ابراهیم بیک بایندر رستم را حمایت می‌کردند. در ۱۴۹۴م، ابراهیم بیک دستور داد که فرزندان شیخ حیدر صفوی که پیشتر یعقوب پدرشان را کشته بود، به علت فعالیت‌های تهدیدکننده در اردبیل بازداشت شوند. اما در این میان کوچک‌ترین پسر به نام اسماعیل فرصت یافت بگریزد و به لاهیجان پناه برد. در ۹۰۲ ق/۱۴۹۷م رستم را پسرعمویش احمد گوده برکنار کرد. احمد به زودی با طغیان امرا به رهبری ابراهیم بیک روبه‌رو شد و در ۹۰۳ ق/۱۴۹۸م در اصفهان شکست خورده و به قتل رسید. پس از آن به‌طور هم‌زمان سه سلطان در نقاط مختلف امپراتوری حکومت می‌کردند: سلطان الوند در عراق عرب، قاسم در دیاربکر و محمدی در فارس و عراق عجم. سرانجام در پائیز ۹۰۷ ق/۱۵۰۱م اسماعیل صفوی که دو سال پیش از لاهیجان بازگشته بود و با استفاده از نفوذ مذهبی خود توانسته بود عدهٔ بسیاری از جنگجویان ترکمان (قزلباشان) را به دور خود جمع کند، تبریز پایتخت آق‌قویونلوها را به اشغال خود درآورد. سلطان الوند نیز به دیاربکر گریخت و سه سال بعد در همانجا درگذشت. شاه اسماعیل در تابستان سال بعد کرمان، فارس و عراق عجم و در فاصلهٔ سال‌های ۱۴–۹۱۳ هجری قمری (۸–۱۵۰۷ میلادی) دیاربکر و در پائیز ۹۱۴ ق/۱۵۰۸م میان‌رودان را تسخیر کرد. واپسین فرمانروای آق‌قویونلو مراد بیگ بود که سعی داشت با کمک عثمانی‌ها تاج و تخت را بازپس گیرد. او در جنگ با دورمیش خان شاملو سردار شاه اسماعیل شکست خورد و سرش را برای پادشاه صفوی فرستادند. سرانجام با مرگ وی این دودمان منقرض شد.

## دولت
آق‌قویونلو‌های بایندر به جای شیوهٔ جنگ‌سالاران، مانند دولت‌مردان رفتار کردند و به همین دلیل از حمایت طبقات بازرگان و اشراف ماوراء قفقاز (ارمنستان، آذربایجان و گرجستان کنونی) برخوردار شدند. آق‌قویونلوها و قره‌قویونلوها، آخرین حکومت‌های تاریخ ایران بودند که از نسب چنگیزی برای تثبیت مشروعیت خود استفاده کردند.  در زمان سلطان یعقوب بود که پس از قرن‌ها یاسای چنگیز منحل شد. اوزون حسن ساختار دیوانسالاری گذشته را به همراه منشی‌های آن که متعلق به خاندان‌های فعال در این زمینه برای چندین نسل بودند، حفظ کرد. چهار پست عالی دولتی آق‌قویونلوها همگی توسط ایرانیان اشغال شده بود. این چهار مقام در زمان اوزون حسن عبارت بودند از: وزیر (رهبر دیوان)، مستوفی (حسابدار عالی‌رتبه مالی)، مهردار (صاحب مهر دولتی) و میرآخور که بر دربار سلطنتی نظارت می‌کرد.

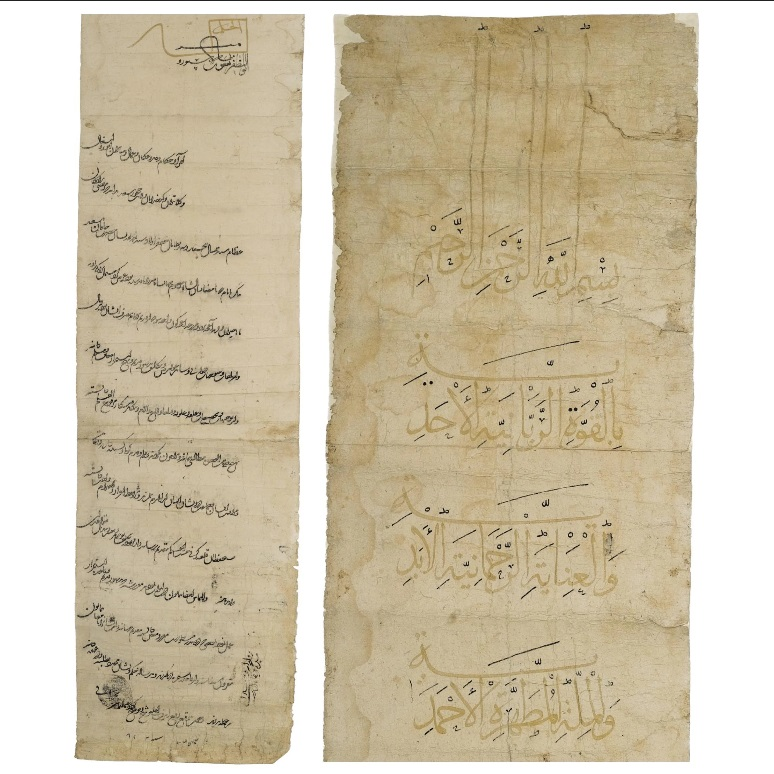
یک سند بخشش زمین از سوی سلطان یعقوب؛ تمغا و امضای او در بالا و پایین سند نمایان است.

در حکومت‌هایی نظیر آق‌قویونلوها که به صورت اتحادیهٔ سیاسی قبایل موجودیت داشتند (همچون قراقویونلوها و حتی تیموریان)، با سیورغال‌های عظیمی از دیدگاه حقوق منطقه‌ای و امتیازات مطلق مواجه می‌شویم. هنگامی که مناطق نو زیر سلطهٔ دولت درمی‌آمد، نواحی پیشین حاکمان محلی به صورت سیورغال به آنان برگشت داده می‌شد. یعقوب و احمد آق‌قویونلو سیاست تضعیف سیورغال‌ها را در پیش گرفتند. قاضی صفی‌الدین عیسی ساوجی وزیر یعقوب، در تلاش برای جلوگیری از رشد نظام سیورغال، موازین و ضابطه‌های خود را در درجهٔ اول علیه صاحبان سیورغال‌های کوچک و متوسط راه انداخت. این تلاش راه به جایی نبرد و پس از مرگ یعقوب، امرای رده بالا  قاضی عیسی را به قتل رساندند. تلاش برای تقویت حاکمیت مرکزی و مبارزه علیه صاحبان سیورغال در زمان احمدبیگ تجدید شد که این عمل خشم اشرافیت مقتدر نظامی را علیه‌اش برانگیخت و او نیز پس از هفت ماه حکومت در نبرد با امیران متمرد کشته شد.

## اوضاع اجتماعی و اقتصادی
میزان مالیات محصولات کشاورزی مکان به مکان و زمان به زمان فرق می‌کرده‌است. در زمان اوزون حسن در اکثر مناطق مالیات پنج یک یا خمس از محصولات کشاورزی رایج بود. قانون‌نامه حسن پادشاه در زمان اوزون حسن تدوین شد و هدف از آن نظام‌مند ساختن مالیات‌ها بود. لاجرم با توجه به ستمی که بر روستاییان روا می‌شد، دور از ذهن بود که تنظیمات اوزون حسن مورد پذیرش عموم قرار گیرد و حدود یکصد سال بعد در اکثر مناطق گرفتن خمس یا اندکی کمتر از آن همچنان برقرار بود. در این دوره به تدریج اهمیت ایران در تجارت جهانی بر اثر بازشدن راه دریایی هند از طریق دماغه جنوبی آفریقا و درگیری‌های مداوم نظامی میان تیموریان و دولت‌های ترکان در غرب کمرنگ شد، چه اوضاع متغیر داخلی این دولت‌ها موانعی بر سر راه مفاهیم اقتصاد سیاسی و ملاحظات تجاری فرامنطقه‌ای ایجاد کرده بود.
شناخت ما از نظام پول رایج دولت آق‌قویونلو دست‌کم در مناطق شرق آناتولی، از گزارش‌هایی است که در زمان سلطان سلیم یکم در این مناطق ضبط شده‌است: یک آقچه عثمانی در زمان آق‌قویونلوها برابر با سه قراجه آقچه بود که به درهم نیز شهرت داشت. یک تنکه برابر با دو آقچه عثمانی و یک شاه‌روقی (تحریف شده شاهرخی) برابر با شش آقچه عثمانی بود. همچنین نوعی سکه نقره‌ رواج داشت که وزن معیار آن ۴.۶ گرم یا ۵.۲ گرم بود و این سکه نیز تنکه نامیده می‌شد. سکه‌هایی با وزن نیم، یک‌چهارم و یک‌هشتم سکه مذکور نیز موجود بود. در زمان آق‌قویونلوها در کنار چند سکهٔ رایج تنکه، دینار به ویژه دینار تبریزی در جریان بوده‌است. آق‌قویونلوها سکهٔ طلایی به وزن یک مثقال شرعی یعنی حدود ۳.۴ گرم ضرب می‌کردند که به احتمال زیاد برابر با اشرفی مصری بوده‌است.

## فرهنگ و هنر
پس از اضمحلال قراقویونلوها و گشایش ایران، نه تنها تخت‌گاه آق‌قویونلوها به شرق (تبریز) منتقل شد، بلکه فرهنگ ایرانی بر شیوهٔ حکومت و فرهنگ آن‌ها تأثیرات بسزایی گذاشت. زبان رسمی و ادبی آق‌قویونلوها فارسی و زبان خاندانی آنها ترکی آذربایجانی بود. فرمانروایان آق‌قویونلو برای خود از عناوین سلطان و بیگ استفاده می‌کردند. آنها خود را وارث شاهان شکوهمند اسطوره‌ای ایران باستان (مانند فریدون، جمشید و کیکاووس) می‌دانستند و سلاطین عثمانی هم برای آنان همچون شاهان صفوی از القابی چون: «ملک الملوک ایران»، «سلطان سلاطین ایران»، «شاهنشاه ایران»، «خداوندگار عجم»، «صاحب شکوه جمشید، بصیرت فریدون و حکمت دارا» استفاده می‌کردند. اوزون حسن خود عنوان رسمی «پادشاه ایران» را داشت؛ عنوانی که بعدها به نوه‌اش شاه اسماعیل یکم صفوی به ارث رسید.

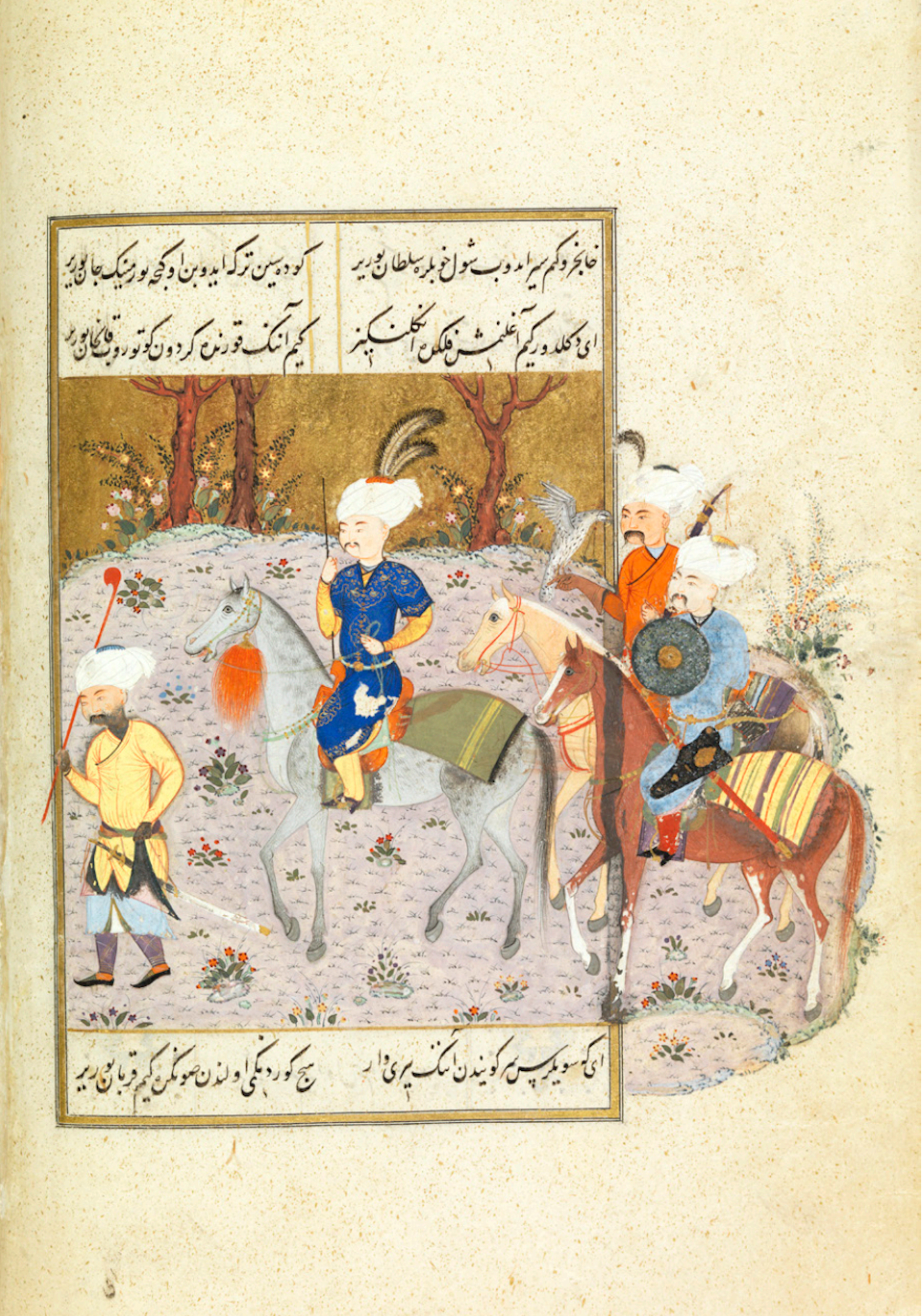
نگاره‌ای که شاهزاده سلطان خلیل و نگهبانان وی را سوار بر اسب نشان می‌دهد؛ نمونه‌ای از هنر نگارگری دورهٔ آق‌قویونلو از دیوان هدایت در سال ۱۴۷۸م.

تبریز در فاصلهٔ میان سلطنت جهانشاه قراقویونلو و سلطنت اوزون حسن و پسر او یعقوب آق‌قویونلو از مراکز عمدهٔ هنر کتاب‌آرایی و معماری بود. از ابنیه دورهٔ اوزون حسن به غیر از مرمت مسجد جامع اصفهان، چیزی باقی نمانده. یکی از تاجران ونیزی که حدود سال ۱۵۱۰ میلادی از تبریز دیدن کرده، باغ و کاخ هشت‌بهشت و سایر ابنیهٔ این شهر را توصیف کرده‌است. خمسهٔ نظامی موجود در کاخ طوپقاپو و تاریخ طبری اثر محمد بن جریر طبری که در سال ۸۷۴ ق/۱۴۷۰م تحریر شده از آثار تذهیب شده این دوره هستند. دربار حاکمان ترک در تبریز در روزگاری که مکتب هرات به دلیل اوضاع آشفتهٔ سیاسی در قلمرو شرقی تیموریان رو به افول گذاشته بود از هنر کتاب آرایی حمایت شایانی به عمل آورد. به عنوان نمونه، یعقوب بیک تا پایان عمر خود دوست‌دار فرهنگ ایران باقی‌ماند.

## فهرست فرمانروایان آق‌قویونلو
| ترتیب | نام                    | سکه | سلطنت                                                               | تاج‌گذاری                                | تولد                   | مرگ                                     | توضیحات |
| ----- | ---------------------- | --- | ------------------------------------------------------------------- | --------------------------------------- | ---------------------- | --------------------------------------- | --- |
| ۱     | قره عثمان              | –   | ۱۳۷۸ میلادی – ۱۴۳۵ میلادی                                           | ۱۳۸۹ میلادی                             | ۱۳۵۰ میلادی            | ۱۴۳۵ میلادی                             | او یکی از فرماندهان تیمور لنگ بود که توانست زیر سایه او یک حکومت محلی تشکیل دهد. پس از مرگ او دودمان آق‌قویونلو دچار هرج و مرج شد. |
| ۲     | ابوالنصر سلطان حسن     |     | ۱۴۵۰ – ۶ ژانویه ۱۴۷۸ میلادی۸۲۸ – ۱۷ دی ۸۵۶ خورشیدی                  | ۱۴۵۰ میلادی۸۲۹ خورشیدی                  | ۱۴۲۳ میلادی۸۰۱ خورشیدی | ۷ ژانویه ۱۴۷۸ میلادی۱۷ دی ۸۵۶ خورشیدی   | او دومین و بزرگ‌ترین فرمانروای آق‌قویونلو‌ها بود که توانست بر آشوب‌های درون خاندانی چیره شود و بیگ‌نشین کوچک آنان را به یک امپراتوری تبدیل کند. او جهانشاه قراقویونلو را شکست داد و کشت. سپس به نبرد با ابوسعید گورکان فرمانروای تیموری رفت و با کشتن وی بر سرتاسر ایران به‌جز خراسان چیره شد و با عنوان «پادشاه ایران» تاج‌گذاری کرد. |
| ۳     | ابوالفتح سلطان خلیل    | –   | ۷ ژانویه ۱۴۷۸ – ۱۵ ژوئن ۱۴۷۸ میلادی۱۷ دی ۸۵۶ – ۲۵ خرداد ۸۵۷ خورشیدی | ۸ ژانویه ۱۶۷۸ میلادی۱۸ دی ۸۵۷ خورشیدی   | ۱۴۵۶ میلادی۸۴۵ خورشیدی | ۱۵ ژوئن ۱۴۷۸ میلادی۲۵ خرداد ۸۵۷ خورشیدی | او پس از پدرش اوزون حسن برتخت نشست؛ اما برادر کوچک‌ترش یعقوب بیگ او را برکنار کرد و کشت. |
| ۴     | ابوالمظفر سلطان یعقوب  |     | ۱۵ ژوئن ۱۴۷۸ – ۲۴ دسامبر ۱۴۹۰ میلادی۲۵ خرداد ۸۵۷ – ۳ دی ۸۶۹         | ۱۶ ژوئن ۱۴۷۸ میلادی۲۶ خرداد ۸۵۷ خورشیدی | ۱۴۶۴ میلادی۸۴۳ خورشیدی | ۲۴ دسامبر ۱۴۹۰ میلادی۳ دی ۸۶۹ خورشیدی   | وی با برکناری برادرش به سلطنت رسید. دوران سلطنت وی دوران تثبیت حکومت آق‌قویونلوها بود. او توسط همسرش مسموم و کشته شد. |
| ۵     | ابوالفتح سلطان بایسنقر |     | ۲۴ دسامبر ۱۴۹۰ – ۵ ژوئن ۱۴۹۲ میلادی۳ دی ۸۶۹ – ۱۶ خرداد ۸۷۱ خورشیدی  | ۲۵ دسامبر ۱۴۹۰ میلادی۴ دی ۸۶۹ خورشیدی   | ۱۴۸۰ میلادی۸۵۹ خورشیدی | ۵ ژوئن ۱۴۹۲ میلادی۱۶ خرداد ۸۷۱ خورشیدی  | عموزاده‌اش سلطان رستم او را از سلطنت خلع کرد و کشت. |
| ۶     | ابوالمظفر سلطان رستم   |     | ۵ ژوئن ۱۴۹۲ – ژوئیه ۱۴۹۷ میلادی۱۶ خرداد ۸۷۱ – تیر ۸۷۶ خورشیدی       | ۶ ژوئن ۱۴۹۲ میلادی۱۷ خرداد ۸۷۱ خورشیدی  | –                      | ژوئیه ۱۴۹۷ میلادیتیر ۸۷۶ خورشیدی        | دوران سلطنت وی دوران ثباتی نسبی بود. عموزاده‌اش احمد بیگ او را کشت. |
| ۷     | ابوالنصر سلطان احمد    |     | ژوئیه ۱۴۹۷ – ۱۳ دسامبر ۱۴۹۷ میلادیتیر ۸۷۶ – ۲۲ آذر ۸۷۶ خورشیدی      | ژوئیه ۱۴۹۷ میلادیتیر ۸۷۶ خورشیدی        | ۱۴۷۶ میلادی۸۵۵ خورشیدی | ۱۳ دسامبر ۱۴۹۷ میلادی۲۲ آذر ۸۷۶ خورشیدی | در زمان او قلمرو آق‌قویونلوها میان شاهزادگان تقسیم شد. وی پادشاه آذربایجان بود و در جنگ با آیبه سلطان و فرمانروای فارس کشته شد. |
| ۸     | ابوالمظفر سلطان الوند  |     | ۱۴۹۷ – ۱۵۰۱ میلادی۸۷۶ – ۸۸۰ خورشیدی                                 | ۱۴۹۷ میلادی۸۷۶ خورشیدی                  | نامشخص                 | ۱۵۰۲ میلادی۸۸۱ خورشیدی                  | او به مدت چند سال در دیاربکر و آذربایجان حکومت کرد. او در نبرد شرور با شاه اسماعیل یکم شکست خورد و کشته شد. |
| ۹     | ابوالمظفر سلطان مراد   |     | ۱۴۹۷ – ۲۰ ژوئن ۱۵۰۳ میلادی۸۷۶ – ۲۹ خرداد ۸۸۲ خورشیدی                | ۱۴۹۷ میلادی۸۷۶ خورشیدی                  | ۱۴۹۰ میلادی۸۶۹ خورشیدی | ۱ ژانویه ۱۵۱۴ میلادی۱۱ دی ۸۹۲ خورشیدی   | او آخرین شاه بایندر بود که در عراقین حکومت کرد و در سال ۱۵۰۳ از شاه اسماعیل شکست خورد. سرانجام، درمیش خان شاملو او را در سال ۱۵۱۴ کشت. |